# Genova Sturla
Genova Sturla (wł: Stazione di Genova Sturla) – przystanek kolejowy w Genui, w regionie Liguria, we Włoszech. Znajdują się tu 2 perony.